# Coupe de France 1976/77
Der Wettbewerb um die Coupe de France in der Saison 1976/77 war die 60. Ausspielung des französischen Fußballpokals für Männermannschaften. In diesem Jahr meldeten erstmals in seiner Geschichte mehr als 2.000 Vereine (genau 2.084).
Nach Abschluss der von den regionalen Untergliederungen des Landesverbands FFF organisierten Qualifikationsrunden griffen im Zweiunddreißigstelfinale auch die 20 Erstligisten in den Wettbewerb ein. Die Spielpaarungen wurden für jede Runde frei ausgelost; allerdings besaßen die Vereine der höchsten Spielklasse das Privileg, im Zweiunddreißigstelfinale gesetzt zu sein und nicht aufeinandertreffen zu können. Sämtliche Begegnungen bis auf die erste landesweite Runde und das Endspiel (jeweils nur eine Begegnung auf neutralem Platz, ggf. mit Verlängerung und Elfmeterschießen zur Ermittlung des Siegers) wurden in Hin- und Rückspielen ausgetragen. Hatten dabei beide Mannschaften eine gleich hohe Zahl von Treffern erzielt, gewann diejenige, die auf dem Platz des Gegners mehr Tore geschossen hatte. Stand es auch hierbei gleich, wurde zunächst das Rückspiel verlängert und anschließend – sofern erforderlich – ein Elfmeterschießen durchgeführt.
Den Pokal gewann in diesem Jahr die AS Saint-Étienne; es war ihr sechster Gewinn dieser Trophäe nach 1962, 1968, 1970, 1974 und 1975. Für Endspielgegner Stade Reims war es nach 1950 und 1958 die dritte Finalteilnahme – und die erste, in der Reims den Pokal nicht gewann.
Titelverteidiger Olympique Marseille scheiterte bereits im Zweiunddreißigstelfinale an einem Drittligisten. Erfolgreichster Amateurverein war die viertklassige AS Vauban Strasbourg, die es mit etwas Losglück bis unter die besten 16 Mannschaften schaffte.

## Zweiunddreißigstelfinale
Spiele am 12./13. Februar 1977; die jeweilige Spielklassenzugehörigkeit wird mit D1 oder D2 für die beiden Profiligen, D3 für die landesweite sowie DH bzw. PH („Division d’Honneur“ bzw. „Promotion d’Honneur“) für die obersten regionalen Amateurspielklassen angegeben.
| - AS Saint-Étienne D1 – Olympique Alès D3 2:0 - USM Malakoff D3 – US Valenciennes D1 2:2 n. V. (3:2 i. E.) - FC Lorient D2 – Stade Laval D1 1:0 - OSC Lille D1 – US Dunkerque D2 1:0 - Stade Reims D1 – FC Bourges D2 4:2 - LB Châteauroux D2 – US Grand Boulogne D2 1:0 - FC Nantes D1 – US Toulouse D2 3:1 - Stade Brest D2 – Stade Quimper D2 2:1 - RC Strasbourg D2 – AS Nancy D1 1:0 - AJ Auxerre D2 – AS Poissy D3 1:0 - FC Sochaux D1 – CS Meaux PH 4:1 - AS Vauban Strasbourg DH – ES Viry-Châtillon D3 1:1 n. V. (5:4 i. E.) - Montpellier La Paillade SC D3 – Olympique Marseille D1 2:1 - Stade Rennes D1 – FC Limoges D3 3:2 n. V. - Paris Saint-Germain D1 – Entente Fontainebleau-Bagneaux-Nemours D2 7:1 - Olympique Avignon D2 – SEC Bastia D1 3:1 | - Troyes Aube Foot D1 – RCFC Besançon D2 4:0 - Villemomble Sports DH – AS Creil D3 2:1 - Olympique Nîmes D1 – UGA Lyon-Décines PH 1:0 - FC Rouen D2 – US Saint-Omer D3 1:0 - SM Caen D2 – Élan Béarnais Orthez DH 3:1 - Gazélec FCO Ajaccio D2 – UMS Montélimar DH 5:3 - SCO Angers D1 – AS Angoulême D2 2:0 - OGC Nizza D1 – FC Annecy DH 8:1 - Girondins Bordeaux D1 – EA Guingamp D3 4:1 - AS Cannes D2 – AC Arles D2 4:0 - FC Gueugnon D2 – Olympique Lyon D1 1:0 - SR Haguenau D3 – SA Épinal D2 2:1 - ES La Rochelle D3 – AS Mantes PH 5:1 - RC Lens D1 – CM Morangis-Chilly PH 3:1 - FC Metz D1 – AC Chaumont D2 5:1 - AS Monaco D2 – FC Martigues D2 1:0 |

## Sechzehntelfinale
Hinspiele zwischen 11. und 13., Rückspiele zwischen 18. und 20. März 1977
| - USM Malakoff D3 – FC Rouen D2 0:2, 3:5 - FC Lorient D2 – Stade Rennes D1 2:0, 0:1 - Stade Brest D2 – SCO Angers D1 2:0, 2:5 - RC Strasbourg D2 – OSC Lille D1 4:0, 2:2 - AJ Auxerre D2 – AS Saint-Étienne D1 0:0, 1:3 - AS Vauban Strasbourg DH – SR Haguenau D3 1:0, 1:2 - Montpellier La Paillade SC D3 – Olympique Nîmes D1 0:3, 2:3 - Olympique Avignon D2 – Girondins Bordeaux D1 0:0, 1:2 | - Troyes Aube Foot D1 – FC Nantes D1 0:2, 2:4 - Villemomble Sports DH – OGC Nizza D1 0:1, 0:6 - SM Caen D2 – Paris Saint-Germain D1 0:2, 2:3 - Gazélec FCO Ajaccio D2 – Stade Reims D1 1:1, 2:3 - AS Cannes D2 – AS Monaco D2 1:1, 1:4 n. V. - FC Gueugnon D2 – LB Châteauroux D2 2:1, 3:1 - ES La Rochelle D3 – FC Sochaux D1 1:5, 0:2 - RC Lens D1 – FC Metz D1 2:0, 2:1 |

## Achtelfinale
Hinspiele am 8., Rückspiele am 13. April 1977
| - FC Rouen D2 – AS Saint-Étienne D1 1:1, 0:2 - SCO Angers D1 – RC Lens D1 0:1, 0:1 - AS Vauban Strasbourg DH – OGC Nizza D1 1:4, 1:7 - Olympique Nîmes D1 – Girondins Bordeaux D1 1:0, 0:0 | - FC Nantes D1 – RC Strasbourg D2 2:0, 1:3 - Stade Reims D1 – AS Monaco D2 2:0, 4:2 - FC Gueugnon D2 – FC Lorient D2 3:2, 0:1 - FC Sochaux D1 – Paris Saint-Germain D1 1:0, 1:2 |

## Viertelfinale
Hinspiele am 12., Rückspiele am 17. Mai 1977
| - RC Lens D1 – FC Nantes D1 2:1, 0:1 - Olympique Nîmes D1 – OGC Nizza D1 3:3, 0:2 | - FC Lorient D2 – Stade Reims D1 2:0, 2:8 - FC Sochaux D1 – AS Saint-Étienne D1 1:1, 1:3 |

## Halbfinale
Hinspiele am 11., Rückspiele am 14. Juni 1977
| - FC Nantes D1 – AS Saint-Étienne D1 3:0, 1:5 n. V. | - OGC Nizza D1 – Stade Reims D1 1:2, 0:1 |

## Finale
Spiel am 18. Juni 1977 im Prinzenparkstadion in Paris vor 45.454 Zuschauern
- AS Saint-Étienne – Stade Reims 2:1 (0:0)

### Mannschaftsaufstellungen
AS Saint-Étienne: Ivan Ćurković  – Alain Merchadier, Oswaldo Piazza, Christian Lopez, Gérard Farison – Jacques Santini, Gérard Janvion, Dominique Bathenay – Dominique Rocheteau, Hervé Revelli, Patrick Revelli
Trainer: Robert Herbin
Stade Reims: Christian Laudu – Patrice Buisset, Régis Durand, Jean-Claude Dubouil, René Masclaux  – Alain Polaniok (Gérardo Giannetta, 75.), Daniel Ravier, André Betta – José Santiago Santamaría, Guy Mauffroy, Bernard Ducuing
Trainer: Pierre Flamion
Schiedsrichter: Georges Konrath (Schwindratzheim)

### Tore
0:1 Santamaría (63.)

1:1 Bathenay (85., per Elfmeter)

2:1 Merchadier (89.)

### Besondere Vorkommnisse
Das Halbfinal-Rückspiel zwischen Saint-Étienne und Nantes deutete an, welchen Kampfgeist der Pokalsieger an den Tag legen konnte: bei Halbzeit hatten die „Verts“ das Hinspiel-0:3 gegen die „Canaris“ wettgemacht, mussten aber 45 Minuten später dennoch in die Verlängerung. Das Spiel schien gelaufen, als Michel darin für Nantes verkürzte; doch in der 115. und 119. Minute erzielten Sarramagna und H. Revelli noch zwei späte, aber entscheidende Treffer. Auch im Finale fielen Saint-Étiennes Tore, die das Spiel noch drehten, in den letzten fünf Minuten. Dabei kam der ASSE zugute, dass Reims in diesem Spiel weder Stürmer Carlos Bianchi, 1976/77 Gewinner der „Ligatorjägerkrone“ noch Innenverteidiger César-Auguste Laraignée zur Verfügung standen.